# جمعیت ایرانی دفاع از آزادی و حقوق بشر
جمعیت ایرانی دفاع از آزادی و حقوق بشر یا جمعیت طرفداران آزادی و حقوق بشر مجموعه ای از فعالان در امور حقوقی و حقوق بشری بود که در سال ۱۳۵۶ تا سال ۱۳۶۰ فعالیت داشت. نخستین دبیرکل این مجموعه مهدی بازرگان و بعد آز آن عبدالکریم لاهیجی بود.

## تأسیس
موضوع تأسیس جمعیت دفاع از آزادی و حقوق بشر ر دیدارهای نوروزی در سال ۱۳۵۶ ایجاد شد و مهمانی نهار به مناسبت نامه سرگشاده علی‌اصغر حاج‌سیدجوادی به شاه بیان شد.
در این مهمانی که با حضور افرادی: عبدالکریم لاهیجی، مانند مهندس بازرگان، علی شریعتی، علی‌اصغر حاج‌سیدجوادی، فتح‌الله بنی‌صدر، یدالله سحابی، احمد صدر حاج‌سیدجوادی، مهندس امیر حسینی، سرتیپ علی‌اصغر مسعودی، سرتیپ ولی‌الله قرنی، مبشری، سرهنگ مجللی و… برگزار شد پس از بررسی اوضاع سیاسی روز و لزوم حرکتی هماهنگ، فتح‌الله بنی‌صدر پیشنهاد تشکیل تشکلی حقوق بشری را بنام جمعیت ایرانی حقوق بشر اعلام کرد
مسیر تشکیل جلسات با دعوت از سایر افراد و حقوقدانان و فعالان سیاسی ادامه یافت تا سرانجام در آذر ۱۳۵۶ جمعیت ایرانی طرفداران آزادی و حقوق بشر به‌صورت رسمی اعلام موجودیت کرد و در نخستین انتخابات این مجموعه هیئت اجرایی به شرح زیر انتخاب شد:
مهندس بازرگان، احمد صدر حاج سید جوادی (از نهضت آزادی), حسن نزیه (از کانون وکلا), عبدالکریم لاهیجی (از جمعیت حقوقدانان), علی اصغر حاج سید جوادی (از نویسندگان) ناصر میناچی، و مهندس رحمت‌الله مقدم مراغه ای.